# 渡部亮
渡部 亮（わたなべ りょう、1979年5月27日 - ）は、日本の政治家、プロスノーボーダー（スノーボードデモンストレーター）。神奈川県平塚市の平塚市議会議員(1期)。

## 来歴
神奈川県平塚市生まれ。平塚市立花水小学校、平塚市立浜岳中学校、神奈川県立平塚江南高等学校を経て、神奈川大学卒業。慶應義塾大学大学院健康マネジメント研究科修士課程修了。
- 2004年、平塚市役所に入庁。
- 2015年、ステージ4の舌がんに罹患し舌半分と首のリンパ節を切除する大手術を乗り越える。
- 2017年、全日本スノーボード技術選手権大会準優勝
- 2018年、平塚市役所退職。2019年4月、平塚市議会議員選挙に出馬し当選[2]。

## プロスノーボーダーとしての経歴
- 2006-2012 PSA ASIA プロスノーボーダー
- 2016 SAJスノーボードデモンストレーター（第7期）初認定
- 2018 SAJスノーボードデモンストレーター（第8期）

## 主な競技結果
- 2015全日本スノーボード技術選手権 6位
- 2016全日本スノーボード技術選手権 5位
- 2017全日本スノーボード技術選手権 準優勝
- 2018全日本スノーボード技術選手権 第8位
- 2019全日本スノーボード技術選手権 第4位